# Càrmion i Írada
Càrmion (grec antic: Χάρμιον, Khàrmion) i Írada (grec antic: Εἰράς -άδος, Eiràs -ados) va ser dues serventes de confiança de la reina d'Egipte Cleòpatra. Quan es va suïcidar per a no caure en mans d'Octavi, Írada i Càrmion van fer el mateix.
La informació coneguda sobre Càrmion i Írada prové de l'antic filòsof i biògraf grec Plutarc. Esmenta per primera vegada a les dues serventes de Cleòpatra en la seva Vida d'Antoni l'any 32 aC. En la guerra de propaganda que s'estava lliurant entre Octavi i Marc Antoni, l'amant de Cleòpatra, i que va precedir la guerra final entre els dos triúmvirs, l'hereu de Cèsar, després de la declaració de guerra, va comentar amb desdeny sobre el seu oponent que Antoni estava sota la influència de pocions i embogit; i que la batalla imminent no es lliuraria principalment contra Antoni, sinó contra l'eunuc Mardió (Μαρδίων), i també contra Potí, la perruquera de Cleòpatra (Írada) i la dama d'honor (Càrmion), perquè aquestes persones eren les que estaven realment a càrrec del govern egipci.
Després de perdre finalment la guerra i amenaçat amb la captura imminent d'Alexandria per les tropes d'Octavi, Antoni es va llançar sobre la seva espasa davant la falsa notícia de la mort de Cleòpatra. Quan es va assabentar que la reina encara vivia, es va fer portar, greument ferit, al mausoleu on s'amagava. Només va portar a la tomba dues donzelles, que no són nomenades per Plutarc, però que els historiadors Werner Huss, Michael Grant i Christoph Schäfer identifiquen unànimement amb Càrmion i Írada. Fos com fos, aquestes dones van ajudar Cleòpatra a pujar Antoni per les parets del mausoleu amb cordes i el van deixar entrar per una obertura, on l'extriúmvir va morir als braços de la seva estimada.
Posteriorment, Cleòpatra, abans de sofrir captivitat sota Octavi, es va estimar més de posar fi a la seva vida. La qüestió en debat és exactament com va succeir, això. Segons Plutarc, Cleòpatra va aconseguir cometre un triple suïcidi juntament amb les seves servidores de confiança sense que els seus tutors, els qui suposadament haurien d'haver-lo impedit, s'adonessin de res. La reina havia enviat a Octavi una lletra, pel contingut de la qual ell va endevinar immediatament la seva intenció; però les persones enviades precipitadament per ell a impedir-ho haurien trobat Cleòpatra morta; Írada, agonitzant; i Càrmion, trontollant-se ajustant la diadema al cap de la reina. A l'exclamació d'enuig d'una de les persones enviades per Octavi, Càrmion va respondre que aquesta acció era pròpia d'una descendent de reis i tot seguit es va desplomar morta.
Sobretot Càrmion juga un paper important en moltes adaptacions dramàtiques de Cleòpatra, per exemple, en la tragèdia de William Shakespeare Antoni i Cleòpatra (1606/07). Eleanor Phelps va interpretar a Càrmion en la pel·lícula Cleòpatra de 1934, protagonitzada per Claudette Colbert; Isabel Cooley va interpretar a Càrmion en la pel·lícula Cleopatra de 1963, en la qual Elizabeth Taylor va interpretar la reina egípcia.